# Морфоструктура
Морфоструктура (от др.-греч. μορφή  — форма, лат. structura — строение) — крупные части рельефа земной поверхности, отражающие в строении геологические структуры и образованные на протяжении долгого времени во взаимодействии экзогенных и эндогенных процессов, при преобладании последних.
Неодинаковое строение и различная геологическая история отдельных участков земной коры определяют их морфологические различия.

## Классификация по масштабу
Морфоструктуры различаются по порядку величин.
Крупнейшие морфоструктуры соответствуют структурным элементам земной коры: материки (включающие древние платформы, подводные окраины материков и складчатые пояса), океанические впадины, переходные зоны (от материка к океану — впадины окраинных морей, островные дуги и глубоководные желоба) и срединно-океанические хребты. Согласно терминологии  И. П. Герасимова, такие масштабные морфоструктуры, образованные планетарными процессами, называются геотектурами.
Морфоструктуры планетарного масштаба подразделяются на морфоструктуры более мелкого порядка, отвечающие соразмерным с ними тектоническим структурам (платформенным плитам, горным поясам, щитам, синеклизам, антеклизам и другим).